# The Miracle (album Queen)
The Miracle è il tredicesimo album in studio del gruppo musicale britannico Queen, pubblicato il 22 maggio 1989 dalla Parlophone.
Raggiunse la prima posizione nel Regno Unito, in Austria, in Germania, nei Paesi Bassi e in Svizzera, e la n. 24 della Billboard 200 negli Stati Uniti d'America.

## Descrizione
Il disco è stato registrato in un arco di tempo piuttosto lungo a causa del periodo difficile che attraversava la band: nella primavera del 1987 infatti, Freddie Mercury scoprì di aver contratto il virus dell'HIV (notizia che rivelò ai membri del gruppo solo nel tardo novembre 1989, quando apprese che si era tramutato in AIDS, ma non ai mass media, ai quali fu comunicata la notizia soltanto il giorno precedente alla sua morte nel novembre del 1991), mentre Brian May era reduce da una crisi matrimoniale. Freddie nei primi sei mesi dell'anno, era ancora impegnato a terminare il suo secondo progetto solista insieme al soprano Montserrat Caballé, Barcelona, ed ebbe poco tempo per conciliare i suoi impegni in studio. Per questo convinse gli altri membri della band a spendere il maggior numero di ore possibili in sessioni di registrazione subito all'inizio del 1988, come dimostrano le numerose B-side risalenti a tale periodo.
Inizialmente il disco doveva intitolarsi The Invisible Men, titolo ironico in quanto i componenti dei Queen non si erano fatti vedere spesso in pubblico, nell'arco di tempo che intercorre tra questo e il precedente album in studio A Kind of Magic. Ma a tre settimane dalla pubblicazione, fu deciso di fargli assumere il titolo The Miracle. La copertina dell'album mostra un morphing in cui si vedono le quattro teste dei componenti del gruppo fuse in modo da formarne un'unica. Inoltre, a partire da questo disco, i Queen decisero di accreditare ogni singola traccia a tutta la band, a differenza di prima in cui queste venivano firmate solo da chi effettivamente le aveva composte.
Nel 2011 l'album è stato rimasterizzato in digitale dalla Island/Universal ed è stato distribuito in edizione standard e deluxe, quest'ultima contenente un CD aggiuntivo. Il 18 novembre 2022 è uscito The Miracle Collector's Edition, cofanetto di otto dischi comprensivo anche di sei brani inediti (di cui quattro con Mercury alla voce), oltre a varie versioni alternative, demo e interviste radiofoniche dell'epoca; per l'occasione uno degli inediti, Face It Alone, è stato distribuito come singolo.

## I brani

### Party
Party nacque durante una jam session svolta tra Freddie Mercury, Brian May e John Deacon. Mercury si allontanò dal pianoforte e iniziò a cantare dei versi. Da allora in poi, i tre cominciarono a lavorare insieme per completare il brano.
Alcune parti iniziali della traccia sono cantate da Brian May.

### Khashoggi's Ship
Khashoggi's Ship fu in gran parte scritta da Mercury, con i restanti membri del gruppo che contribuirono leggermente al testo. La canzone, di sonorità hard rock, parla del famoso miliardario Adnan Khashoggi e della sua nave, la "Nabila", uno dei più grandi yacht privati al mondo. La traccia inizia continuando direttamente, senza alcuna interruzione, dalla precedente Party, con la quale presenta tema e lirica molto simili.

### The Miracle
Tra le tracce preferite da Brian May, The Miracle è una delle canzoni più complesse scritte da Mercury negli ultimi suoi anni di vita, ma a cui collaborarono in realtà tutti i quattro componenti. Il tema principale del brano è la pace nel mondo e la celebrazione delle creazioni dell'uomo. Mercury la scrisse provando alcune melodie con la sua tastiera/synth Korg M1, che suona anche nella versione finale. Il brano ha caratteristiche a metà tra il pop rock e la ballata melodica di tipica matrice "Queen" e presenta inoltre caratteristiche simili alle canzoni degli anni '70, tra cui la lunghezza (5'02"), la successione di accordi e la divisione in più sezioni diverse.

### I Want It All
I Want It All fu composta da Brian May, che affermò di averla scritta ispirato dal motto preferito della sua seconda moglie Anita Dobson: "I Want It All, and I Want It Now!". Brian aveva pronta la canzone infatti fin dal 1987. È una canzone hard rock, tipica dello stile di May, con utilizzo di tastiere suonate dal produttore David Richards, Brian canta anche una parte vocale solista nella sezione del bridge (prendendo spunto da Pete Townshend); il ritmo del ritornello è simile a quello di The Show Must Go On, successiva canzone dei Queen. Il singolo segnò il ritorno alla ribalta del gruppo dopo quasi tre anni di assenza dalle scene discografiche.
La versione dell'album è leggermente diversa da quella pubblicata come singolo e presenta due differenze: un'intro di chitarra acustica che sostituisce il coro, e la presenza di un assolo di chitarra elettrica prima della sezione "heavy" centrale successiva al bridge.

### The Invisible Man
The Invisible Man è stata composta da Roger Taylor. Brian May ha commentato come il batterista della band abbia scritto parte della canzone in bagno (analogamente a quanto era accaduto con Freddie Mercury e Crazy Little Thing Called Love dieci anni prima). Il brano è basato principalmente sull'elettronica e su un giro di basso ideato dallo stesso Roger.
È l'unico brano in studio dei Queen dove sono menzionati i nomi dei membri del gruppo, nell'ordine: Freddie Mercury (all'inizio della canzone), John Deacon (verso il primo minuto), Brian May (prima dell'assolo di chitarra) e Roger Taylor (verso la fine del brano, dopo le parole "Look at me, look at me").

### Breakthru
Breakthru nasce dall'unione di due canzoni: When Love Breaks Up  di Mercury, un coro a cappella sostenuto dal solo pianoforte, e appunto Breakthru, di Taylor, pezzo a metà tra pop e hard rock con il basso che fornisce dinamicità al brano. La versione finale ha anche visto qualche piccola collaborazione di May e Deacon, in particolar modo nei cambi di tonalità.
Il videoclip vede il gruppo esibire la canzone sopra ad un treno di nome Miracle Express in movimento, dato che il ritmo del brano ricordò ai componenti della band l'andamento di un treno espresso.

### Rain Must Fall
Rain Must Fall è una collaborazione tra Deacon (musica) e Mercury (testi), la canzone ricorda sonorità latine e simili alla musica soul. Roger Taylor registrò un sacco di percussioni latine, ma la maggior parte di esse non furono inserite nella versione finale del brano, in modo da avere più spazio per le chitarre e le armonie vocali.

### Scandal
Scandal fu scritta da May in riguardo ai suoi problemi con la stampa britannica, che in quel periodo aveva fatto diverse allusioni al suo recente divorzio e alla sua relazione con l'attrice Anita Dobson. I sintetizzatori addizionali della traccia furono eseguiti dal produttore David Richards. Ai tempi della sua pubblicazione, Brian commentò che il brano era molto vicino al suo cuore, nonostante la sua vita stesse attraversando una fase difficile in quel momento.

### My Baby Does Me
My Baby Does Me è un'altra collaborazione tra Mercury e Deacon. Entrambi ebbero l'idea di realizzare un brano semplice, al fine di rendere più orecchiabile l'album. In una loro intervista a BBC Radio 1 del 1989, i due affermarono che la traccia era nata da una semplice linea di basso eseguita da John.

### Was It All Worth It
Was It All Worth It si rifà all'intricato suono di produzione dei Queen negli anni settanta, con la presenza di varie sezioni e arrangiamenti orchestrali da parte di Mercury. Il brano parte con una intro strumentale di tastiere, chitarre e vocalizzi e continua in una canzone hard rock; il prefinale e la coda sono infine sezioni strumentali caratterizzato dall'uso del sintetizzatore Kurzweil.  Anche se la maggior parte della traccia fu composta da Mercury (il brano era inteso come il suo addio, dato che secondo i medici non sarebbe riuscito a completare l'album successivo a causa delle complicazioni dovute all'AIDS), tutti i membri del gruppo hanno contribuito con idee e testi (ad esempio - Taylor ha contribuito con il verso "we love you madly!"). John Deacon ha affermato che questa è la sua canzone preferita dell'album.

### Hang on in There
Hang on in There è la prima delle due tracce ad essere apparsa soltanto sulla versione CD dell'album. Fu composta da tutti i quattro membri della band, e dispone dell'utilizzo da parte di Brian May di una chitarra sia acustica che elettrica, così come Mercury che suona sia le tastiere che il pianoforte.

### Chinese Torture
Chinese Torture è la seconda delle due tracce ad essere apparsa soltanto sulla versione CD dell'album. Si tratta di un brano strumentale basato su molteplici sovraincisioni di chitarre (tipiche dello stile compositivo di May) che eseguono trillati e contrappunti i quali richiamano il solletico, da cui il titolo.

## Tracce
Testi e musiche di Freddie Mercury, Brian May, John Deacon e Roger Taylor.

### Edizione standard
1. Party – 2:24
2. Khashoggi's Ship – 2:48
3. The Miracle – 5:02
4. I Want It All – 4:41
5. The Invisible Man – 3:57
6. Breakthru – 4:08
7. Rain Must Fall – 4:23
8. Scandal – 4:42
9. My Baby Does Me – 3:23
10. Was It All Worth It – 5:45

Tracce bonus nell'edizione CD
1. Hang on in There – 3:47
2. Chinese Torture – 1:45
3. The Invisible Man (12" Version) – 5:28

Traccia bonus nella riedizione del 1991
1. Scandal (12" Mix) – 6:34

CD bonus nella riedizione del 2011
1. I Want It All (Single Version) – 4:03
2. The Invisible Man (Early Version with Guide Vocal, August 1988) – 5:04 (Taylor)
3. Hang On in There (B-Side) – 3:47
4. Hijack My Heart (B-Side) – 4:13
5. Stealin' (B-Side) – 4:00
6. Chinese Torture (Instrumental) – 1:45
7. The Invisible Man (12" Version) – 5:30

### Collector's Edition
LP/CD 1 – The Miracle
1. Party – 2:25
2. Khashoggi's Ship – 2:48
3. The Miracle – 5:02
4. I Want It All – 4:40
5. Too Much Love Will Kill You – 4:20 – assente nell'edizione CD
6. The Invisible Man – 3:56
7. Breakthru – 4:07
8. Rain Must Fall – 4:20
9. Scandal – 4:42
10. My Baby Does Me – 3:22
11. Was It All Worth It – 5:45

CD 2 – The Miracle Sessions
1. Party (Original Take) – 2:54
2. Khashoggi's Ship (Original Take) – 3:07
3. The Miracle (Original Take with John's Ending) – 4:45
4. I Want It All (Original Take) – 6:15
5. The Invisible Man (Early Version with Guide Vocal) – 5:03
6. When Love Breaks Up (Demo) – 1:43
7. Breakthru (Real Drums and Bass) – 4:58
8. Rain Must Fall (Demo) – 2:41
9. Scandal (Original Rough Mix) – 4:39
10. My Baby Loves Me – 4:08
11. Was It All Worth It (Original Take) – 5:02
12. You Know You Belong to Me – 1:53
13. I Guess We're Falling Out (Demo) – 3:42
14. Dog With a Bone – 3:48
15. Water (Demo) – 1:51
16. Face It Alone – 4:10

CD 3 – Alternative Miracle
1. I Want It All (Single Version) – 4:01
2. Hang On in There (B-Side) – 3:45
3. Breakthru (12" Version) – 5:43
4. Stealin' (B-Side) – 3:59
5. The Invisible Man (12" Version) – 5:28
6. Hijack My Heart (B-Side) – 4:11
7. Scandal (12" Version) – 6:34
8. My Life Has Been Saved (B-Side) – 3:15
9. Stone Cold Crazy (Live at the Rainbow, London '74) – 2:10
10. My Melancholy Blues (Live at Houston, Texas '77) – 3:48
11. Chinese Torture (Instrumental) – 1:43

CD 4 – Miracu-mentals (Instrumentals & Backing Tracks)
1. Party – 2:24
2. Khashoggi' Ship – 2:47
3. The Miracle – 5:00
4. I Want It All – 4:41
5. The Invisible Man – 3:55
6. Breakthru – 4:08
7. Rain Must Fall – 4:23
8. Scandal – 4:42
9. My Baby Does Me – 3:22
10. Was It All Worth It – 5:49

CD 5 – The Miracle Radio Interviews
1. Queen for an Hour (Trailer) – 0:54
2. Queen for an Hour (Interview) – 1:12
3. Queen for an Hour (Interview) – 7:11
4. Queen for an Hour (Interview) – 4:13
5. Queen for an Hour (Interview) – 6:56
6. Queen for an Hour (Interview) – 7:55
7. Queen for an Hour (Interview) – 6:07
8. Queen for an Hour (Interview) – 3:47
9. Queen for an Hour (Interview) – 4:50
10. Queen for an Hour (Interview) – 8:09
11. Queen for an Hour (Out-takes) – 3:46
12. Rockline (Programme) – 2:53
13. Rockline (Programme) – 4:43
14. Rockline (Programme) – 6:15
15. Rockline (Programme) – 7:11

DVD/BD – The Miracle Videos
1. I Want It All
2. Breakthru
3. The Invisible Man
4. Scandal
5. The Miracle
6. The Miracle Interviews
7. The Making of The Miracle Videos
8. The Making of The Miracle Album Cover

## Formazione
Gruppo
- Freddie Mercury – voce, cori, pianoforte, tastiera, sintetizzatore, programmazione (Party), produzione
- Brian May – chitarra, cori, seconda voce (Party e I Want It All), tastiere (Scandal e Was it All Worth It), programmazione (I Want It All), produzione
- John Deacon – basso, cori, chitarra (Party, The Invisible Man e Rain Must Fall), tastiera (My Baby Does Me e Rain Must Fall), produzione
- Roger Taylor – batteria, batteria elettronica (Rain Must Fall e My Baby Does Me), cori, voce (The Invisible Man), chitarra (The Invisible Man), tastiera (The Invisible Man e Breakthru), programmazione (Party, I Want It All e Breakthru), produzione

Altri musicisti
- Brian Zellis – programmazione
- David Richards – sintetizzatore aggiuntivo in Scandal

## Classifiche

### Classifiche settimanali
| Classifica (1989) | Posizione massima |
| ----------------- | ----------------- |
| Australia         | 4                 |
| Austria           | 1                 |
| Belgio (Vallonia) | 192               |
| Canada            | 18                |
| Francia           | 11                |
| Germania          | 1                 |
| Giappone          | 23                |
| Italia            | 3                 |
| Norvegia          | 2                 |
| Nuova Zelanda     | 2                 |
| Paesi Bassi       | 1                 |
| Regno Unito       | 1                 |
| Stati Uniti       | 24                |
| Svezia            | 6                 |
| Svizzera          | 1                 |

### Classifiche di fine anno
| Classifica (1989) | Posizione |
| ----------------- | --------- |
| Austria           | 12        |
| Canada            | 66        |
| Italia            | 15        |
| Regno Unito       | 14        |
| Svizzera          | 6         |